# Constantin Ier de Constantinople
Constantin Ier (en grec : Κωνσταντίνος Α΄) est patriarche de Constantinople de 675 à 677.

## Biographie
Constantin Ier exerce son patriarcat du 2 septembre 675 au 9 août 677.

## Vie professionnelle
Successeur du patriarche de Constantinople Jean V et onzième patriarche de la capitale byzantine à partir de Jean IV le Jeûneur, Constantin Ier ne fut que patriarche de Constantinople durant un patriarcat d’à peine deux ans – soit 1 an et 11 mois – à l’inverse de son prédécesseur. Cependant, selon le chroniqueur Théophane le confesseur, ce patriarcat aurait bel et bien atteint les deux ans selon ses chroniques écrites au VIIIe siècle.  En ce qui concerne sa fête religieuse, cette dernière est tenue le 9 août, au synaxaire. 
Plusieurs aspects de sa vie personnelle ne sont pas connus ou sont, du moins, sujet de débat ou de spéculation. Néanmoins, quelques détails nous sont parvenus par différentes études de sources byzantines concernant sa vie professionnelle au sein de l’Église orthodoxe. Pour ce que nous savons de lui, ce dernier fut – avant d’être patriarche de Constantinople – un simple diacre avant d’être élevé au rang d’archevêque assez important officiant dans l’ancienne basilique chrétienne de l’Hagia Sofia situé à Constantinople même. Il occupa ensuite quelques autres postes en la même enceinte tel que le poste dit du  « skeuophylax » ou encore celui dit de l’ « oikonomos » en grec. Pour ce qui est de ces croyances personnelles, selon le Ecumenical Patriarchate, Constantin Ier fut un fervent attaquant de la doctrine hérétique dit du monothélisme. Cela pourrait se vérifier si nous prenons en compte un événement arrivé lors du troisième concile de Constantinople qui fut le sixième concile œcuménique. En effet, lors de ce dernier, une copie manuscrite de l’une de ces synodiques – dit « synodika » en grec – datant de septembre 675 fut lue à haute voix lors de la treizième session. Il s’agissait d’une synodique écrite et adressée au patriarche d’Antioche de l’époque Macaire dans laquelle le patriarche de Constantinople fut jugé comme étant blanchi de toutes idées qui se rapporteraient au monothélisme et, de ce fait, fut jugé comme étant orthodoxe par le concile. Cette synodique fut aussi probablement envoyé à Rome, mais rejetée par manque de clarté vis-à-vis de la condamnation du monothélisme –  chose qui n’était pas rare puisque la synodique de son prédécesseur Jean V fut aussi écartée par Rome probablement pour les mêmes motifs. En ce qui concerne les détails de cette susdite synodique, cette dernière fut composée dans le tout premier mois du patriarcat de Constantin Ier de Constantinople et cette dernière corresponds au seul acte écrit que nous connaissons de ses presque deux ans en poste. Malheureusement, en ce qui concerne son contenue, le texte nous est à jamais perdue. En fait, seul la suscription et l’incipit en grec nous nous sont parvenus jusqu’à ici.
La suscription de la synodique se lit en grec : « Τῷ τὰ πάντα ὁσιωτὰτῷ χαὶ ἀγιωτάτῳ ἀδελφῷ χαὶ συλλειτουργῷ Μαχαρίῳ Κωνσταντῖνος ἀνάξιος ἐπίσχοπος. » ; l’incipit, tant qu’à elle, ce lit en grec : « Ἄλλοι μὲν ἴσως ἐπιειχείᾳ μεῖζονι τῆς τῶν πολλῶν χαταλήψεως. »

## Les Zones d'ombres et hypothèses concernant son existance
Comme dit ci-dessus, malgré ces quelques détails concernant la vie privée et professionnelle de Constantin Ier de Constantinople, plusieurs questions demeurent néanmoins irrésolues sur son identité ainsi que sur le flou qui entoure la grande majorité de sa vie. En effet, plusieurs hypothèses furent émises au file des années afin de mieux saisir la vie de ce personnage énigmatique. L’une de ces hypothèse aurait été, tant qu’à elle, ainsi formulé par un abbé érudit du nom de G. Ruocco. Cette dite hypothèse relierait l’identité de Constantin Ier de Constantinople à celle de Saint Constantius de Capri qui fut  – et est toujours – un personnage fort important en Italie puisque vénéré en tant que saint patron en la petite île de Capri située alentour de la péninsule italienne. Cette hypothèse, quoi qu’intéressante et ayant le mérite de proposer une piste d’identité plausible, possède cependant et malheureusement quelques problèmes de types historico-Religieux. D’abord, ces deux personnages – à savoir Constantin Ier de Constantinople et Saint Constantius de Capri – ne possède pas le même date au point de vue des fêtes et commémorations religieuses. Nous savons que pour le patriarche de Constantinople il s’agit du 9 août alors que pour le saint d’Italie il s’agit plutôt du 14 mai, or le problème ne s’arrête pas qu’à cela. En effet, selon la légende locale, Saint Constantius de Capri serait mort en Italie. En ce qui concerne Constantin Ier de Constantinople, rien n’est moins sûr. En fait, il est peu probable que ce dernier soit bel est bien mort en Italie s’il l’a déjà visité. 
De plus, une autre zone d’ombre concernant Constantin Ier de Constantinople est en lien avec son rôle lors du troisième concile de Constantinople qui se déroula de 680 à 681, quelques années seulement après la fin de son court patriarcat à Constantinople. Même si, comme dit ci-dessus, une copie de sa synodique envoyée à Macaire d’Antioche fut lue à haute voix, quelques détails restes cependant flous en ce qui concerne sa présence ainsi que de sa réel importance lors de ce dit troisième concile de Constantinople – en témoigne le manque de source manuscrite concernant ce sujet. Néanmoins, il serait possible de retracer la présence de l’ancien patriarche de Constantinople dans une ancienne lettre écrite par le pape de l’époque – c’est-à-dire le pape Agathon. En effet, dans cette lettre envoyée au susdit concile, l’on y fait mention de plusieurs serviteurs de l’Église qui se seraient présentés au moment même de réciter cette dite lettre : « [...] Theodore and George our most beloved sons and presbyters, with our most beloved son John, a deacon, and with Constantine, a subdeacon of this holy spiritual mother [...] » De plus, la lettre réponse de la par du concile refait référence à ce dit Constantin : « Theodore and George, presbyters beloved of God, and from John, the most religious deacon, and from Constantine, the most venerable subdeacon [...] » Ici, le pape Agathon ainsi que le concile font référence à un certain Constantin qui occuperait le rôle de sous-diacre en l’Église. Il serait dès lors fort possible que cette lettre fasse référence à Constantin Ier de Constantinople, ce dernier ayant pu reprendre ses fonctions de simple diacre à la suite de son court patriarcat. Malheureusement, rien ne garantis que ces derniers eux été le même individu outre leur nom et leur poste semblable, le nom de Constantin étant un nom fort répandu. 

## Contexte historique derrière le patriarcat de Constantin Ier
Le contexte historique dans lequel se place le patriarcat de Constantin Ier de Constantinople est particulièrement riche tant au point de vue religieux que politico-géographique. En effet, l’ancien patriarche exerça ses fonctions directement au milieu des conquêtes arabes. Plus précisément, ce dernier se déroula lors des conquêtes islamiques sous la dynastie dite des « Omeyyades » ; dynastie qui s’occupa des susdites conquêtes entre les années 661 et les années 750. Le début de ces conquêtes étant orienté, en un premier lieu, vers l’Asie centrale ainsi que l’Occident, l’empire Byzantin fut fréquemment sujet de nombreuses attaques et raids de la par de ces derniers. Ainsi, la capitale elle-même – c’est-à-dire Constantinople – fut la cible de plusieurs expéditions militaires et pillages de la par des Arabes. Un événement important afin de mieux comprendre le Constantinople à l’époque du patriarche Constantin Ier serait le long siège de la capitale qui se déroula entre 674 et 678 et qui se soldera par un échec de la par des assiégeants. Dans un même temps, le patriarcat de Constantin Ier de Constantinople se déroula durant une période qui fut – pour l’Empire byzantin – assez prospère. Plus précisémment, ce dernier se déroula durant l’ère de la dynastie dit des Héraklides qui se maintenu en place entre les années 610 et les années 711. De surcroît, l’empereur en poste lors du patriarcat du patriarche fut l’empereur Constantin IV qui resta à la tête de l’empire de 668 à 685. En somme, le Constantinople du patriarche Constantin Ier est, à la fois, une capitale en continuel état de siège et de menace orientale de la par les Ommayades tout en étant – d’un certain point de vue – la capitale d’un Empire politiquement beaucoup plus stable qu’auparavant et de plus en plus prospère militairement parlant.  